# 鄭侑青
鄭侑青（1989年4月5日—）為臺灣高雄出身的政治人物，時代力量黨籍，現任高雄市行人路權促進會理事。曾任前時代力量高雄市議員林凱辦公室公關主任、外交部國際青年大使。

## 經歷
2022年，鄭侑青曾代表時代力量參選第四屆高雄市議員，選區為第四選區左營區、楠梓區，但落選。 
選後，鄭侑青投入社會倡議的工作，擔任「行人零死亡推動聯盟」代表，批評政府忽略以工程解決交通問題，並訴求短期內優化健全人行設施，確保行人的安全，提倡行人設施為優先的政策，並參考香港例子，增添護欄或改成單行道、改善考取駕照的制度、單一窗口統整交通糾紛議題，以減少警察交通執法的壓力。亦擔任8月20日「還路於民大遊行」活動主持人。
2023年10月，其接受時代力量提名，擔任該黨2024年立法委員選舉的全國不分區及僑居國外國民立法委員選舉區立委候選人，排序第八。

## 選舉紀錄
| 年度 | 選舉屆數             | 選舉區                                 | 所屬政黨 | 得票數  | 得票率 | 當選標記 | 備註 |
| ---- | -------------------- | -------------------------------------- | -------- | ------- | ------ | -------- | ---- |
| 2022 | 第四屆高雄市議員選舉 | 高雄市第四選舉區                       | 時代力量 | 3,707   | 2.22%  |          |      |
| 2024 | 第十一屆立法委員選舉 | 全國不分區及僑居國外國民立法委員選舉區 | 時代力量 | 353,670 | 2.57%  |          |      |

## 外部連結
- 鄭侑青的Facebook專頁（繁體中文）
- 左楠侑青學姊的Instagram帳戶（繁體中文）
- YouTube上的鄭侑青頻道（繁體中文）